# Sielsowiet pieński
Sielsowiet pieński (ros. Пенский сельсовет) – jednostka administracyjna wchodząca w skład rejonu biełowskiego w оbwodzie kurskim w Rosji.
Centrum administracyjnym sielsowietu jest sieło Pieny.

## Geografia
Powierzchnia sielsowietu wynosi 81,16 km².

## Historia
Status i granice sielsowietu zostały określone 21 października 2004 roku.

## Demografia
W 2017 roku sielsowiet zamieszkiwało 810 mieszkańców.

## Miejscowości
W skład sielsowietu wchodzą miejscowości: Pieny, Kuroczkino.